# Anderson dos Santos Gomes
Anderson dos Santos Gomes (* 3. Januar 1998 in São Paulo) ist ein brasilianischer Fußballspieler.

## Karriere
Anderson begann seine Karriere bei Grêmio Osasco Audax. In der Saison 2017 kam er jedoch zu keinem Einsatz für Audax in der Série D. In der Saison 2018 absolvierte er sechs Spiele für den Verein in der zweiten Liga der Staatsmeisterschaft von São Paulo und erzielte dabei ein Tor.
Im Januar 2019 wechselte er leihweise zum österreichischen Bundesligisten SCR Altach, zudem sicherte sich Altach eine Kaufoption. Im März 2019 debütierte er für Altach in der Bundesliga, als er am 23. Spieltag der Saison 2018/19 gegen die SV Mattersburg in der Startelf stand.
Im Mai 2019 wurde Anderson fest verpflichtet und erhielt einen bis Juni 2022 laufenden Vertrag. In zweieinhalb Jahren in Altach kam er zu insgesamt 40 Bundesligaeinsätzen. Im August 2021 wurde er an den Zweitligisten FC Dornbirn 1913 verliehen. Für Dornbirn kam er zu acht Einsätzen in der 2. Liga, ehe die Leihe im Januar 2022 vorzeitig beendet wurde und Anderson fest zum ebenfalls zweitklassigen SC Austria Lustenau wechselte, bei dem er bis Juni 2022 unterschrieb. Für Lustenau absolvierte er 14 Zweitligaspiele, mit dem Team stieg er zu Saisonende in die Bundesliga auf. In der Saison 2022/23 kam er zu 29 Einsätzen im Oberhaus, in der Saison 2023/24 absolvierte er 27 Spiele, ehe Lustenau wieder aus der Bundesliga abstieg.
Zur Saison 2024/25 wechselte Anderson daraufhin zum Bundesligisten FC Blau-Weiß Linz, bei dem er einen bis 2026 laufenden Vertrag erhielt.